# Jens Wetterau
Jens Wetterau (* 1976 in Marburg) ist ein deutscher Hochschulprofessor für Ökotrophologie an der Hochschule Niederrhein und Fachbuchautor.

## Leben
Aufgewachsen im mittelhessischen Dautphetal, studierte Wetterau zwischen 1996 und 2001 Ökotrophologie mit der Fachrichtung Ernährungsökonomie an der Justus-Liebig-Universität in Gießen. Im Anschluss an sein Studium, das er als Diplom-Ökotrophologe abschloss, war er freiberuflicher Berater von Verpflegungsbetrieben. Von 2003 bis 2007 war er sowohl wissenschaftlicher Mitarbeiter am Lehrstuhl für Management personaler Versorgungsbetriebe an der Universität Gießen, als auch Lehrbeauftragter an der Hochschule Fulda. Im Juli 2007 promovierte er zum Dr. oec. troph. und ist seit März 2008 Inhaber der Professur für Hospitality Services und Arbeitswissenschaft an der Hochschule Niederrhein in Mönchengladbach. Er gehört somit zu den jüngsten Professoren Deutschlands.

## Werke (Auswahl)
- Gestaltung zentraler Anknüpfungspunkte eines Qualitätsmanagementsystems im Gemeinschaftsverpflegungsbetrieb, Schneider-Verlag, Baltmannsweiler-Hohengehren 2007, ISBN 9783834003171
- Modernes Verpflegungsmanagement: best practices für Individual-, Gemeinschafts- und Systemgastronomie, Deutscher Fachverlag, Frankfurt/Main 2007, ISBN 9783866410602